# Paul Vandamme
Pour les articles homonymes, voir van Damme.
Paul E.R.G. Vandamme, né à Mouscron le 7 décembre 1929 et décédé à Mouscron le 3 mars 1995, est un homme politique belge.
Il fait ses humanités à Tournai, puis ses études d'ingénieur civil à Lille. Il est professeur de mathématiques dans l'enseignement libre (1953-1964). Militant wallon, il est membre de Rénovation wallonne de Mouscron et représente cette régionale au Collège exécutif de Wallonie. Il est membre également de la régionale du Comité central d'action wallonne de cette ville. Il milite pour la réunion à la Province de Hainaut de Mouscron qui, à l'époque, faisait toujours partie de la Province de Flandre-Occidentale. Ce sont ses prises de position qui lui font perdre sa place dans l'enseignement.
Il est l'un des tout premiers adhérents du Rassemblement wallon dans la région de Tournai-Mouscron-Comines. Il se présente en seconde place sur la liste du RW, n'est pas élu mais, député suppléant succédera à Jean Leclercq décédé en 1970. Il est élu député en 1971 et le demeure jusqu'en 1974. Il interviendra au parlement belge notamment pour s'élever contre le statut linguistique de Flobecq. Il dépose d'ailleurs une proposition de loi supprimant les facilités linguistiques quand, dans une commune wallonne ou flamande, le nombre de ceux qui sont supposés devoir y faire appel ne dépasse pas 7 % de la population. Il se présentera également aux élections européennes de 1984 sur une liste du Front démocratique des francophones afin d'assurer une présence de Wallons dans cette liste électorale.